# هامری ناد سازاوو
هامری ناد سازاوو (به چکی: Hamry nad Sázavou) یک منطقهٔ مسکونی در جمهوری چک است که در ناحیه ژدار ناد سازاووو واقع شده‌است. هامری ناد سازاوو ۷٫۱۱ کیلومتر مربع مساحت و ۱٬۳۵۵ نفر جمعیت دارد و ۵۵۴ متر بالاتر از سطح دریا واقع شده‌است.